# Phellodendron
Genre
Phellodendron appelé aussi arbre au liège de l'Amour, est un genre de plantes à fleurs de la famille des Rutacées. Ce sont des arbres originaires du Japon, Corée et de la Chine. Ils ont été introduits en Europe en 1856 pour leur liège, mais ils ne se sont pas révélés exploitables pour cet usage.

## Origine du nom
Phellodendron est construit à partir du grec φελλός (phellós) qui veut dire « liège » et δένδρον (déndron) qui veut dire « arbre ».
Son surnom (arbre au liège de l'Amour) vient du fleuve Amour dans le nord de la Chine.

## Description
Les arbres mesurent de 10 à 15 mètres de haut avec une écorce gris pâle, liégeuse et épaisse avec des feuilles caduques opposées sur des rameaux.
Les feuilles ont des folioles terminées en points acérées ; en froissant ces feuilles, on peut éventuellement sentir une odeur d'essence parfumée.
Les fleurs s'ouvrent vers juin, verdâtres, petites, mellifères, groupées en corymbes de 8 centimètres de haut. Elles produisent des fruits noirs en grappes non comestibles.
Ce sont aussi des plantes que l'on peut cultiver toute l'année. Elles ne craignent pas le froid et supportent des températures très rigoureuses. Mais durant l'hiver, les jeunes plantations peuvent tout de même avoir besoin d'une légère protection contre le froid. (Pour avoir une meilleure réussite, il est conseillé de cultiver les phellodendrons dans un lieu où elles reçoivent quelques heures de soleil ou de lumière.

## Caractéristiques
répartition des deux sexes:
type de pollinisation: abeille
type d'inflorescence: fleurs en corymbe
Période de floraison: Juin
Graines: plusieurs millions de graines par an et par plante
type de fruit: petits fruits ronds
mode de dissémination:
habitat type: plaine, jardin, parfois forêts.

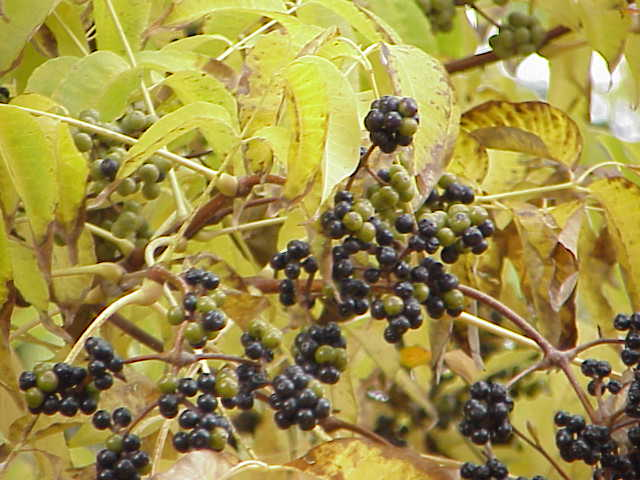
Feuilles et fruits du Phellodendron amurense.

## Liste d'espèces
Selon ITIS:
- Phellodendron amurense Rupr.
- Phellodendron japonicum Maxim.
- Phellodendron sachalinense (F. Schmidt) Sarg.